# Mangú
"Mangú" é uma canção de da cantora americana Becky G. Foi lançado como single em 7 de outubro de 2016 pela Kemosabe Records. É o acompanhamento de sua canção anterior "Sola".

## Composição
Mangú tem um som dominicano, enquanto G silencia o "s", a canção fala liricamente da cantora ser procurada por um homem que pensa que ela é uma garota "louca", mas Gomez diz que não é "uma dessas".

## Apresentações ao vivo
G apresentou a música no Latin American Music Awards de 2016 em 6 de outubro, horas antes de seu lançamento. Mais tarde, ela cantou "Mangú" na La Banda 2016 junto com "Sola".

## Vídeo musical
O videoclipe da música também foi lançado em 7 de outubro. Sua premissa é uma continuação da história no clipe de "Sola". O vídeo mostra G e sua amiga parando em uma loja do mercado e convidam o balconista para acompanhá-las. Eles são vistos dirigindo e dançando no carro vermelho. Uma quarta garota aparece no carro com eles depois de entrar em uma casa para pegar roupas. As meninas são vistas entrando em um bar e dançando em cima de uma mesa lateral. O clipe termina com as meninas indo dormir no carro ao amanhecer. O videoclipe tem mais de 57 milhões de visualizações no YouTube até novembro de 2019.

## Desempenho nas tabelas musicais
| Tabela musical (2016)                  | Melhor posição |
| -------------------------------------- | -------------- |
| Estados Unidos (Billboard Latin Songs) | 47             |